# Boustrophedon (Album)

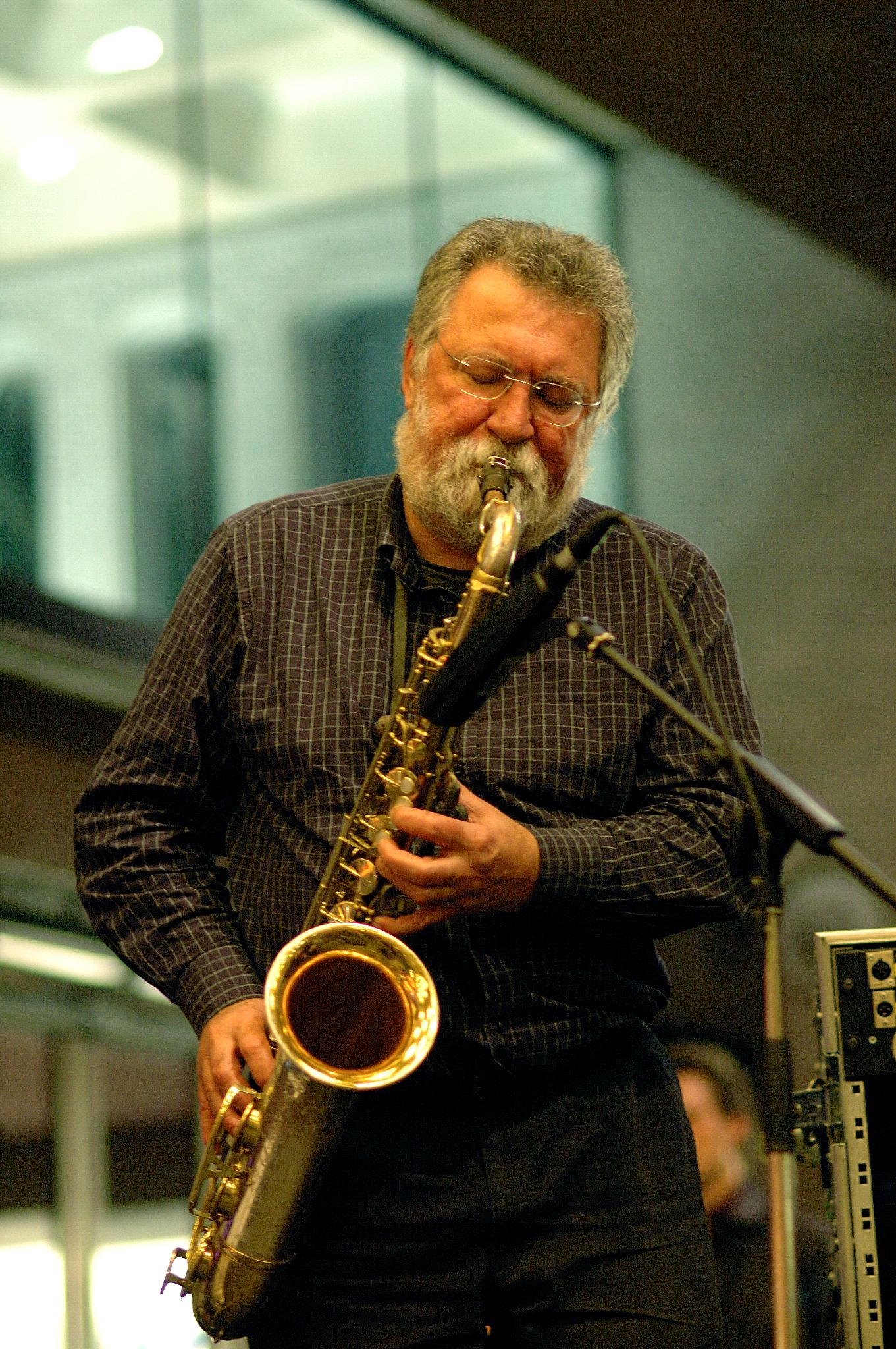
Evan Parker (2005)

Boustrophedon (in Six Furrows) ist ein Musikalbum des Evan Parker Transatlantic Art Ensemble. Es wurde im September 2004 in der Muffathalle in München aufgenommen und 2008 bei ECM veröffentlicht.

## Das Album
Evan Parker hatte bereits 1970 beim Album The Music Improvisation Company mitgewirkt, der fünften Veröffentlichung auf Manfred Eichers ECM-Label. Ab 1994 nahm er regelmäßig für ECM auf, zunächst Trio-Alben mit Paul Bley und Barre Phillips (Time Will Tell, Sankt Gerold), gefolgt von der ersten Produktion von Parkers Electro-Acoustic Ensemble, mit dem er vier Alben einspielte: Toward the Margins, Drawn Inward, Memory/Vision und The Eleventh Hour.
Im Jahr 2004 gründeten der Brite Evan Parker und der US-Amerikaner Roscoe Mitchell das Transatlantic Art Ensemble, mit dem Mitchells Composition/Improvisation Nos. 1, 2 & 3 für ECM eingespielt wurde. Das Bandpersonal setzte sich aus Mitgliedern von Parkers Electro-Acoustic Ensemble und Mitchells Formation Note Factory zusammen.
In gleicher Besetzung wurde ebenfalls im September 2004 Parkers Komposition Boustrophedon aufgenommen, bestehend aus sechs „Furrows“ samt Einleitung und Finale. Der Titel des Albums – Boustrophedon – bezeichnet in der Linguistik eine Schreibweise mit zeilenweise wechselnder Schreibrichtung: „Parker uses the back and forth analogy both in scales up and down and in the flow back and forth between the American and European musicians,“ schrieb Kee Malesky. Auch die Satzbezeichnung Furrow (englisch für „Furche“) nimmt auf diesen Begriff Bezug, der auf Deutsch in Analogie zum Bewegungsablauf beim Pflügen auch „furchenwendig“ genannt wird.
Boustrophedon enthält für die Musiker auskomponierte Musik, spezielle Instruktionen für die Darbietung und offene Bereiche, die Raum für Improvisationen lassen. Parker, der in eigenen Worten „den Raum zwischen Gil Evans und Luigi Nono“ einnehmen wolle, meinte:

“I wanted to use some of the big chords that Slonimsky talks about: all these very big all-interval structures.”

Das Album beginnt mit einer kurzen Ouvertüre des Ensembles, „ein Amalgam aus Flöte, Piano, Flügelhorn“, das die Schlagzeuger Tani Tabbal und Paul Lytton in die erste der Furrows überleiten, in denen jeder der Mitspieler auf einen transatlantischen Gegenpart trifft.
In Furrow 1 sind dies der Flötist Neil Metcalfe und der Pianist Craig Taborn; in Furrow 2 führen Phil Wachsmann und Nils Bultmann einen Dialog mit Violine und Bratsche, der mit breiten orchestralen Wellen schließlich zu Furrow 3 führt, in dem das Tempo ansteigt und Cellist Marcio Mattos und Anders Svanoe am Altsaxophon aufeinandertreffen.
Furrow 4 ist ein Feature für John Rangecrofts Klarinette und Corey Wilkes’ Trompete: „Rangecrofts Klarinette folgt nahtlos der sturzflugartigen Anhäufung des vorangegangenen Abschnitts, indem er ein tanzartiges Solo spielt, bevor das Orchester es mit Farben verziert“. Als Wilkes in die Konversation eintritt, wendet sich das klassische Klangbild hin zu einem mehr vom Jazz geprägten Sound, in dem sich Wilkes’ Trompete mit dem Ensemblespiel mischt.
Die Bassisten Jaribu Shahid und Barry Guy spielen im langsamen Furrow 5 zunächst allein, dann in ansteigend lebhaften Ensemblespiel. Das lebhafte Furrow 6 beginnt mit dem Einsatz der Streichergruppe, bevor die Solisten Evan Parker und Roscoe Mitchell auftreten; Parker hat ein Solo auf dem Sopran in Zirkularatmung, das über einer Streicherbegleitung liegt; Mitchell bringt Furrow 6 wieder von seiner eher düsteren Darbietung zurück in mehr traditionellen Jazzklang.
Das Finale lässt die elf Mitspieler noch einmal nacheinander in kurzen Statements auftreten.

## Titelliste

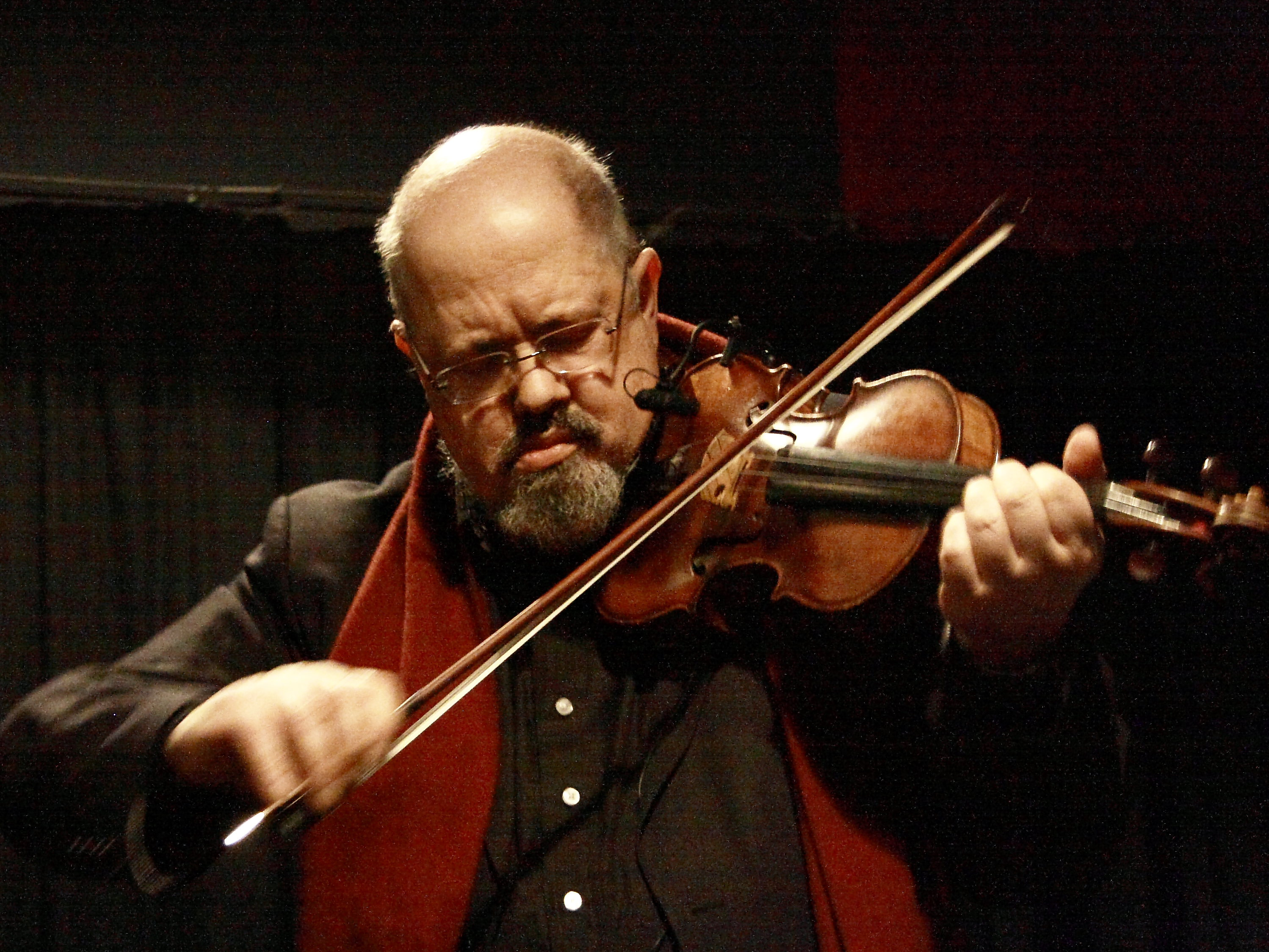
Phil Wachsmann im club W71, 2011

Evan Parker / The Transatlantic Art Ensemble: Boustrophedon (ECM 1873)
1. Overture – 1:21
2. Furrow 1 – 8:09
3. Furrow 2 – 5:46
4. Furrow 3 – 11:07
5. Furrow 4 – 5:21
6. Furrow 5 – 8:20
7. Furrow 6 – 12:52
8. Finale – 6:19

Alle Kompositionen stammen von Evan Parker.

## Rezeption des Albums
Boustrophedon wurde in der Fachpresse wohlwollend aufgenommen; „This record, like its companion, goes a long way toward reconciling contemporary jazz and classical music without selling either short“ (Down Beat), „Boustrophodon is also a giant step forward for jazz music that underlines the fact that it is a genre of music without limitations“ (Jazzwise), „It’s a triumph for Parker, who’s known a few in his revolutionary career“ (The Guardian), „Shimmering soundscapes and orchestral slabs are the setting for knockabout improvisations with bucolic flute“ (Financial Times).
Thom Jurek vergab an das Album in AllMusic 3½ von fünf Sternen und erwähnte die von Parker in den Liner Notes zitierte Passage aus Samuel Becketts Erzählung The Expelled (aus Erzählungen und Texte um Nichts von 1947 bis 1952).

„Die Musik verläuft in der gleichen Richtung, mit vertikalen An- und Abstiegen im Einklang mit eigenen Skalenwechseln, horizontal in beide Richtungen verlaufend. Die Texturen, die Tonfarben der verschiedenen Kombinationen von kontrastierenden Spielern in jedem Teilstück, Drama, Dynamik und (natürlich) die Improvisationsanteile dieser Arbeitsweise, all dies bringt zahlreiche Herausforderungen und Möglichkeiten mit sich. Diese Musik ist weder Jazz – ob frei oder anders – noch ist sie lediglich ein klassischer Formalismus oder eine improvisatorische Dekonstruktion. Stattdessen sind Parkers Kompositionen mit der Vorstellung geschrieben, aus seinem sehr europäischen Blickwinkel verschiedene Regionen, Distanzen, kulturelle Unterschiede und Disziplinen zusammenzuführen und miteinander zu kombinieren: zu einem neuen Werk, das eine Identität des transkulturellen und trans-ästhetischen bekommt. […] Parker spielt eher beherrscht, sehr ruhig, um seine Linien und chromatischen Changes entstehen zu lassen, wenn sie erscheinen, und sie mit energischer Improvisation zu unterstützen […]. Es ist so überwältigend wie Mitchells Album, wenn auch völlig anders. Es ist eine Übung in musikalischem Geheimnis, Chance und in undurchsichtigen Strukturen, die dem Hörer abverlangt, eine Weile zu verharren, bevor man die nächste Stufe erreicht.“

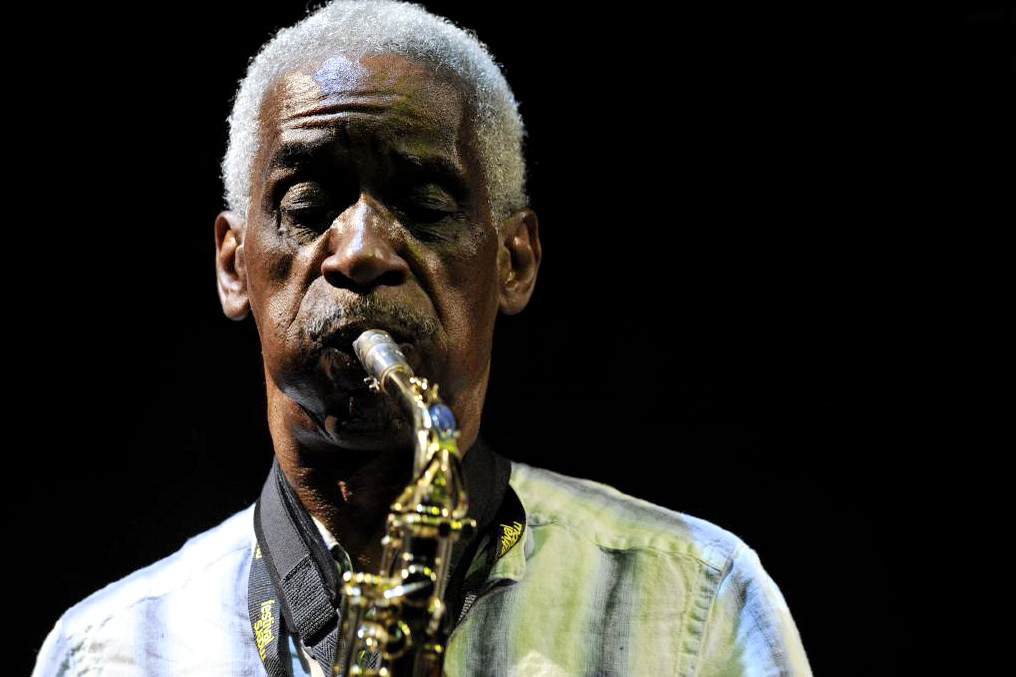
Roscoe Mitchell, moers festival 2009

Henry Smith meinte in All About Jazz:

„Die einstündige Komposition lässt nichts von der Erregung von Parkers Spontaneous Music Ensemble vermissen. Auch wenn dies vielleicht sein am meisten durchkomponiertes Werk ist, bietet es doch ebensoviel – wenn nicht mehr – Vergnügen als das, was die mit seinem Schaffen Vertrauten von ihm erwarten.“

Mike Shanley meinte in JazzTimes:

„Fast alle der über 250 Alben, an denen Evan Parker mitwirkte, können in der einen oder anderen Hinsicht als unüblich oder einzigartig bezeichnet werden, aber bei dieser Platte gibt es einen besonderen Grund für diese Beschreibung: Das Sopransaxophon des Bandleaders ist als Solo-Instrument bis zum vorletzten Titel kaum klar zu hören. Boustrophedon zeigt Parker mehr als Komponisten denn als bilderstürmerischen Improvisatoren. […] Irgendwo zwischen Kammermusik und improvisierten Strukturen angesiedelt, offenbart Boustrophedon einen andersartigen Blick auf Parkers immenses Talent.“

## Weblinks

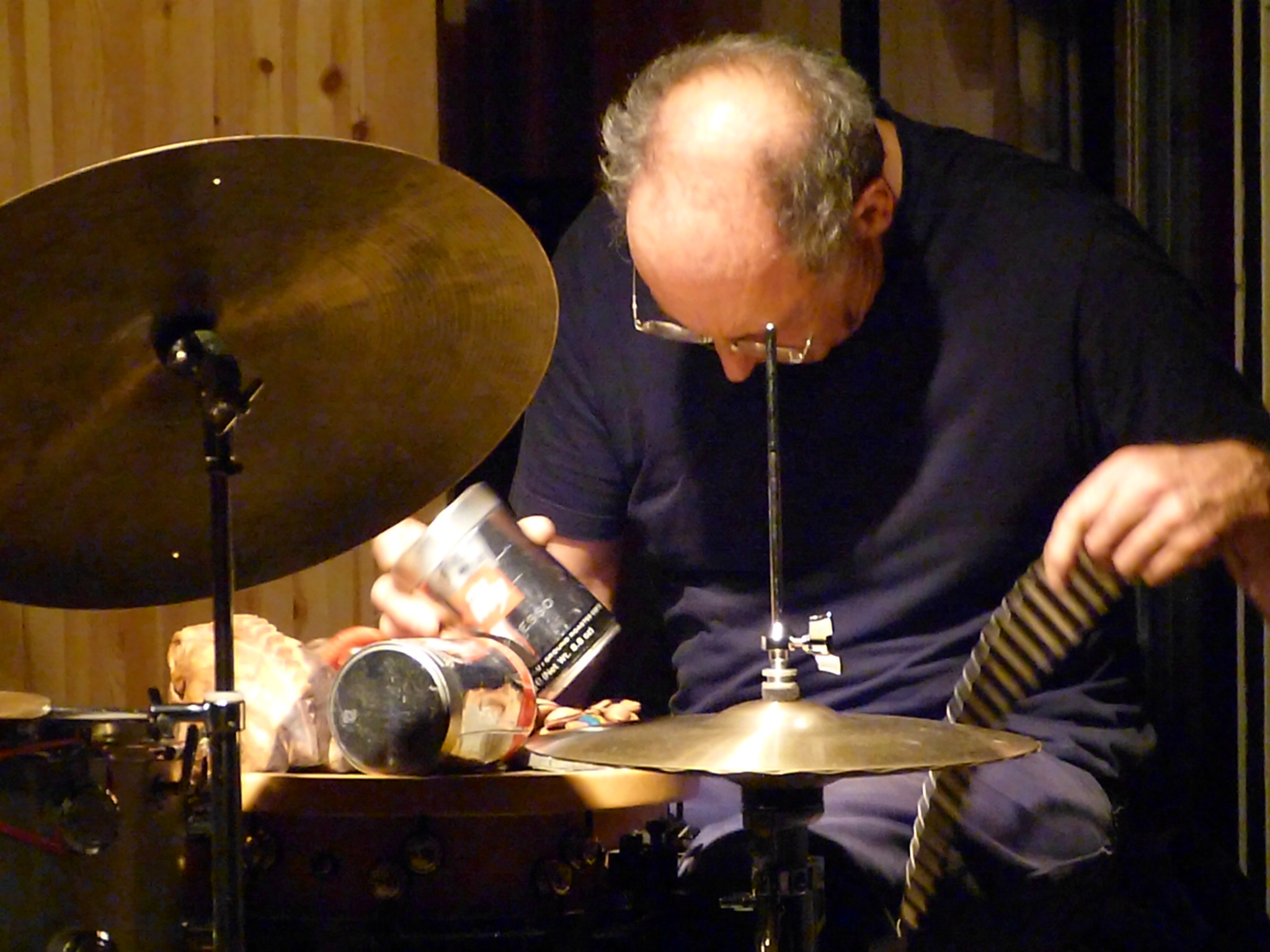
Paul Lytton im Loft (Köln), 2012